# Jazz Jackrabbit
Jazz Jackrabbit je počítačová hra, která byla vytvořena v roce 1994 softwarovou společností Epic Megagames. Jedná se o 2D plošinovku s na svou dobu propracovanou grafikou a hudbou. 

## Hratelnost
Hra Jazz Jackrabbit se podobá jiným plošinovkám na herní konzole jako například Sonic the Hedgehog. Liší se například tím, že Jazz střílí zbraní a neumře od nepřítele hned, ale ubere se mu energie, jejíž maximální hodnota je určena zvolenou obtížností. 
Pokud energie klesne na nulu, hráč ztratí život a musí hrát misi znovu od začátku nebo od nějakého záchytného bodu, do kterého stihnul před svou smrtí střelit (je to žlutá cedule s háčkem, která se pak po vystřelení změní na portrét hlavní postavičky). Energii může hráč během hry doplnit tím, že najde a posbírá mrkve. Pokud hráč zvládne během bonusové mise sebrat požadovaný počet drahokamů před vypršením časového limitu, získá jeden život navíc.

## Příběh
Ve hře musí králík Jazz Jackrabbit navštívil mnoho planet, aby zachránil princeznu Evu Earlong a svůj domovský králičí svět Carrotus před zlým Devanem Shellem a jeho armádou želvích teroristů. Na planetách, které Devan ovládl, Jazz zničí jeho bitevní loď, klonovací zařízení a poté pronásleduje Devana se zajatou Evou.

## Levely
Ve hře bylo původně 6 epizod. Každá epizoda obsahuje tři různé planety se dvěma levely. Na konci epizody se hráč utká s bossem v samostatné závěrečné úrovni. 
V průběhu hry může hráč narazit na velký ukrytý drahokam, který se nachází na jedné ze dvou úrovní každé planety. Tímto drahokamem se na konci úrovně aktivuje skrytá tajná bonusová 3D úroveň, ve které hráč sbírá modré drahokamy v bludišti. Každá epizoda má také tajnou úroveň (v první ovládáte ptáka Hip Hopa a v pozdějších normálního Jazze). 
28. listopadu 1994 vyšla verze na CD-ROM s názvem Jazz Jackrabbit CD, přibyly animace a obsahovala všech šest původních epizod a tři nové, uvedené jako epizody A, B a C. V epizodě C je tajná úroveň, kde ovládáte ještěrku.
Vánoční edice s názvem Jazz Jackrabbit: Holiday Hare byla vydána jako shareware 15. prosince 1994 s novou epizodou a třemi levely. Ta byla poté přidávána do CD edice jako epizoda X, čímž se celkový počet epizod zvýšil na 10.
Další sharewarová vánoční edice s názvem Jazz Jackrabbit: Holiday Hare 1995 byla vydána 17. listopadu 1995 s novou epizodou a 2 novými levely.
| Označení | Epizody           | Planety                         |
| -------- | ----------------- | ------------------------------- |
| 1        | Turtle Terror     | Diamondus, Tubelectric, Medivo  |
| 2        | Ballistic Bunny   | Letni, Technoir, Orbitus        |
| 3        | Rabbits Revenge   | Fanolint, Scraparap, Megairbase |
| 4        | Gene Machine      | Turtemple, Nippius, Jungrock    |
| 5        | The Chase is On   | Marbelara, Sluggion, Dreempipes |
| 6        | The Final Clash   | Pezrock, Crysilis, Battleships  |
| A        | Outta Dis World   | Exoticus, Industrius, Muckamok  |
| B        | Turtle Soup       | Raneforus, Stonar, Deckstar     |
| C        | Wild Wabbit       | Ceramicus, Deserto, Lagunicus   |
| X        | Holiday Hare 1994 | Holidaius                       |
| X        | Holiday Hare 1995 | Candion                         |

## Pokračování
Díky své popularitě se hra dočkala v roce 1998 pokračování Jazz Jackrabbit 2, zde je možné kromě Jazze ovládat i jeho bratra Spaze. Rozšíření Secret Files přineslo novou epizodu a novou postavu, jeho sestru Lori. Další rozšíření byly vánoční Holiday Hare 98 a Christmas Chronicles.
Příběh navazuje na první díl, Jazz a Eva mají svatbu, tu však překazí ještěr, který pro Devana ukradne snubní prsten s drahokamem, jenž chce využít na ovládnutí Carotusu. Královna a Jazzova tchyně se následně rozzlobí, jelikož měl být Devan již zneškodněn a uvrhne Jazze do kobky, odkud ho osvobodí jeho bratr Spaz.
Rozpracované bylo 3D pokračování Jazz Jackrabbit 3, to však bylo v květnu 2000 zrušeno kvůli nenalezení vydavatele. Dostupná je jen alfa verze.
V roce 2002 vyšel Jazz Jackrabbit na Game Boy Advance, celkový design hlavní postavy i prostředí byl pozměněn, grafika je jednodušší.